# Anadrymadusa albomaculata
Anadrymadusa albomaculata är en insektsart som först beskrevs av Karabag 1956.  Anadrymadusa albomaculata ingår i släktet Anadrymadusa och familjen vårtbitare. Inga underarter finns listade i Catalogue of Life.